# Falso héroe
El falso héroe es un personaje común en los cuentos de hadas, y a veces también en las baladas. El personaje aparece cerca del final de una historia o narrativa, para pretender ser el héroe o la heroína, y por lo tanto, generalmente es del mismo sexo que el héroe o la heroína verdaderos. El falso héroe presenta algún reclamo o pretensión al puesto. Al probar, se revela que todas sus afirmaciones son falsas, y que el héroe verdadero siempre ha sido tal. El héroe falso generalmente es castigado, apartado o humillado, generalmente siendo el verdadero héroe quien lo pone en su lugar.

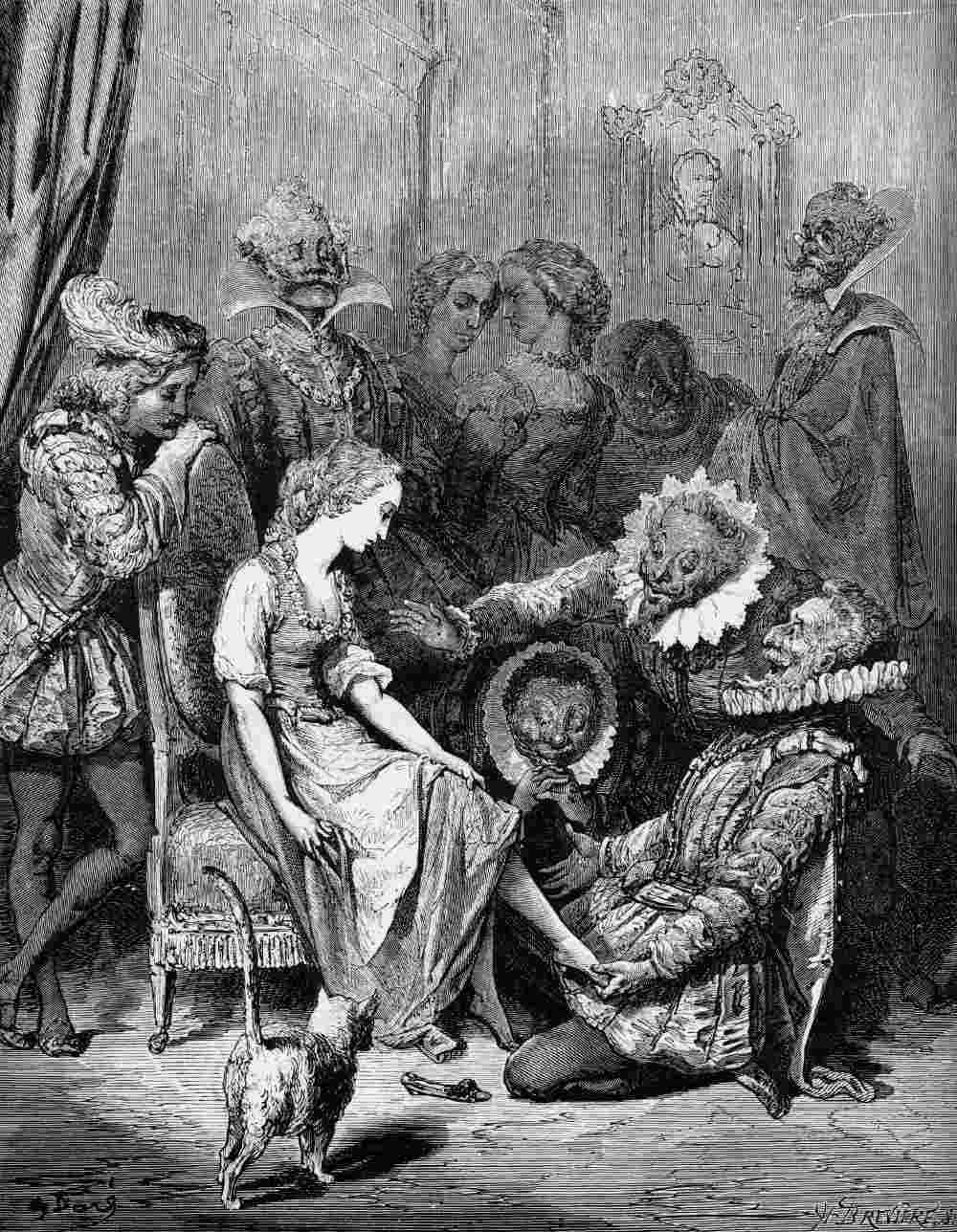
La Cenicienta se prueba para distinguirla de sus hermanastras, los falsos héroes

Vladimir Propp lo identificó como uno de los siete roles que encontró en un análisis de cuentos populares rusos, pero la cifra se encuentra ampliamente en los cuentos de muchas naciones.

## Descripción
En algunos cuentos, el falso héroe aparece temprano y constituye el principal obstáculo para el héroe. Estos incluyen La pastora de gansos, donde una criada ocupa el lugar de la princesa, y la convierte en una chica de ganso, La novia blanca y la novia negra, donde la madrastra empuja a la novia al río y pone a su propia hija en su lugar, y El Señor de Lorn y el Falso Mayordomo, donde el administrador roba al joven señor de Lorn y se hace pasar por él, con el verdadero señor sirviendo a un pastor.
En la mayoría de los cuentos que usan esta figura, el falso héroe es el último obstáculo para la felicidad del héroe. Dichos héroes falsos incluyen a las hermanastras de Cenicienta, que cortan partes de sus pies para que quepan en el zapato, pero se les riega la sangre; la hija de la lavandera en El toro negro de Norroway, cuya madre miente acerca de quién lavó la sangre de la camisa del héroe, pero cuyas mentiras se descubren cuando la heroína soborna al héroe; el mariscal del rey en Los dos hermanos, que corta las siete cabezas del dragón, pero solo después de que el héroe cazador haya cortado las lenguas del dragón, de modo que cuando se muestren las cabezas, el cazador pueda observar que faltan lenguas (un motivo común cuando un falso héroe afirma haber matado a un monstruo); y los hermanos mayores en El pájaro de oro, que intentan matar a su hermano menor y le roban sus premios, pero cuando el más joven sobrevive, esos premios lo reconocen como el verdadero héroe.
Otros cuentos tienen personajes que toman el lugar del héroe o la heroína sin pretender ser el original. Esto puede deberse a un encantamientos cuyas condiciones el héroe o la heroína han roto, como en Al este del sol y al oeste de la luna, o porque el amante ha sido encantado de olvidar al héroe o heroína, como en La maestra mucama, o simplemente de la creencia de que el verdadero héroe o heroína está muerto o perdido, como en La doncella Maleen.

## La falsa novia
En muchos cuentos existen elementos tales como "verdaderas novias" y "falsas novias", como Al este del sol y al oeste de la luna, la verdadera novia debe sobornar al héroe por tres noches, donde la novia falsa lo mantiene cautivo; las primeras dos noches, la novia falsa droga al héroe, pero sus súplicas son escuchadas por otra persona, quien lo advierte. La novia falsa no pasa la prueba cuando la heroína, no plagada de codicia, se niega a cambiar a la novia por oro o tesoros; la avaricia de la falsa novia la lleva a estar de acuerdo, y así pierde al novio. Otra prueba es determinar qué novia puede llevar a cabo una tarea doméstica a la perfección; esto, también, se encuentra en Al este del sol y al oeste de la luna, donde la heroína puede lavar la camisa que ni la falsa novia ni su madre pueden lavar.
La novia falsa es a veces un sirviente usurpador, como en La pastora de gansos, El príncipe durmiente o El amor por las tres naranjas, pero, por abrumadora mayoría, la novia sustituida es la hermana o hermanastra de la novia verdadera. La sustitución es una parte integral del Aarne-Thompson tipo 403A, The Black and the White Bride, incluidos los cuentos de hadas como La novia blanca y la novia negra; esto a menudo se abre con un episodio de The Kind and the Unkind Girls (Aarne-Thompson tipo 480) donde se revela el personaje de las chicas. Otros cuentos que incluyen a este son Hermano y hermana y El maravilloso abedul.
El cuento literario de Hans Christian Andersen "La Sirenita" hace una variación que no se encuentra generalmente en los cuentos de hadas más tradicionales. La chica del templo se ajusta al prototipo anterior, ya que ella obtiene el crédito (que en realidad pertenece a la Sirena) por salvar la vida del Príncipe y se gana su amor. Pero a diferencia de los ejemplos mencionados anteriormente, nadie conoce el papel de la Sirena en el rescate (ni siquiera la propia chica del templo, que realmente piensa que lo salvó), y no hay un indulto de último momento: ella se casa con el Príncipe, y además, como la Princesa de un reino vecino, sus padres la habían elegido como la novia del Príncipe. La Sirena tiene la oportunidad de matar al Príncipe para recuperar su cuerpo de Sirena, pero ella se niega a hacerlo y, después de morir en un noble sacrificio trágico, obtiene una recompensa diferente: la oportunidad de ganar un alma y, por lo tanto, la inmortalidad.